# Charles de Vilmorin
Pour les articles homonymes, voir Vilmorin.
Charles de Vilmorin (né le 25 décembre 1996) est un styliste et couturier français, diplômé de la Chambre syndicale de la couture parisienne. Après une première collection de haute couture remarquée, créée sous son nom, il devient directeur artistique de la marque Rochas.

## Historique
Issu de la famille Lévêque de Vilmorin, il est fils d'une professeure de dessin et le petit-neveu de Louise de Vilmorin ; « J’ai grandi dans une famille très sensible à la mode et aux arts en général » précise-t-il. Adolescent, il sait déjà que son métier sera styliste. Après son bac, il est diplômé de la Chambre syndicale de la couture parisienne et dispose d'un master à l’Institut français de la mode. Il fait ponctuellement un peu de mannequinat durant ces années de formation. Toute sa collection de fin d'études à la Chambre syndicale est acquise par un acheteur anonyme, ce qui lui permet de créer son entreprise.
En avril 2020, il lance sa propre marque,. Dans la foulée, Loïc Prigent réalise un reportage sur lui. Repéré par Jean-Paul Gaultier, il est « Membre invité » de la Chambre syndicale de la haute couture. Il présente sa première collection de haute couture fin janvier 2021 en visioconférence, les pièces étant ensuite commercialisées uniquement sur internet. Cette collection reçoit un bon accueil dans la presse,,. Environ un mois plus tard, il intègre Rochas en tant que directeur artistique en remplacement d'Alessandro Dell’Acqua, tout en conservant sa marque. Il présente le premier défilé pour Rochas fin 2021. La même année, il collabore avec le site 24S du groupe LVMH pour une petite collection unisexe.
Le 26 juillet 2024, lors de la cérémonie d'ouverture des Jeux olympiques d'été de 2024, il confectionne des costumes qui habillent l'un des tableaux du spectacle.